# 島田麻央
島田 麻央（しまだ まお、2008年10月30日 - ）は、日本のフィギュアスケート選手（女子シングル）。2024年江原道ユースオリンピック金メダリスト。世界ジュニア選手権3連覇（2023年、2024年、2025年）、ジュニアグランプリファイナル3連覇（2022年、2023年、2024年）。

## 経歴

### 幼少期
2008年10月30日、東京都小金井市で生まれる。名前の「麻央」は、母親がファンであった浅田真央から名付けられた。また、漢字の「麻」には「健康で元気な子に育つ」との意味が込められている。3歳年下の妹がいる。
5歳の時にムサシノFSクラブでスケートを始める。6歳から本格的に競技に取り組み始め、土日は自発的に午前4時に起床してスケートリンクに行くほど熱心に練習に取り組むようになった。
小学4年生となる2018年、全日本ノービス選手権に初出場し、Bクラスで5位となる。小学5年生となる2019年には全日本ノービス選手権Bクラスで優勝を果たした。さらなる上達のため、2020年2月には母と妹の3人で京都へ引っ越し、木下アカデミーで濱田美栄の指導を受けるようになった。
小学6年生となる2020年には全日本ノービス選手権Aクラスで優勝、推薦出場の全日本ジュニア選手権で3位の成績を収めた。ノービスAの選手が全日本ジュニア選手権の表彰台に立つのは、安藤美姫以来20年ぶりの快挙であった。2021年3月に行われた京都府選手権では、国際スケート連盟非公認大会ながら日本女子史上初となる4回転トウループジャンプを成功させ、大きな注目を集めた。
2021–2022年シーズン、浅田真央以来となる全日本ノービス選手権Aクラス連覇を果たし、推薦出場となった全日本ジュニア選手権では自身初の優勝を果たした。中学1年生での優勝は1994年の荒川静香以来27年ぶり、ノービス推薦選手としては男女通して史上初の快挙となった。2022年3月の京都府選手権では、国際スケート連盟非公認大会ながら自身初の3回転アクセルジャンプを成功させた。

### ジュニア時代

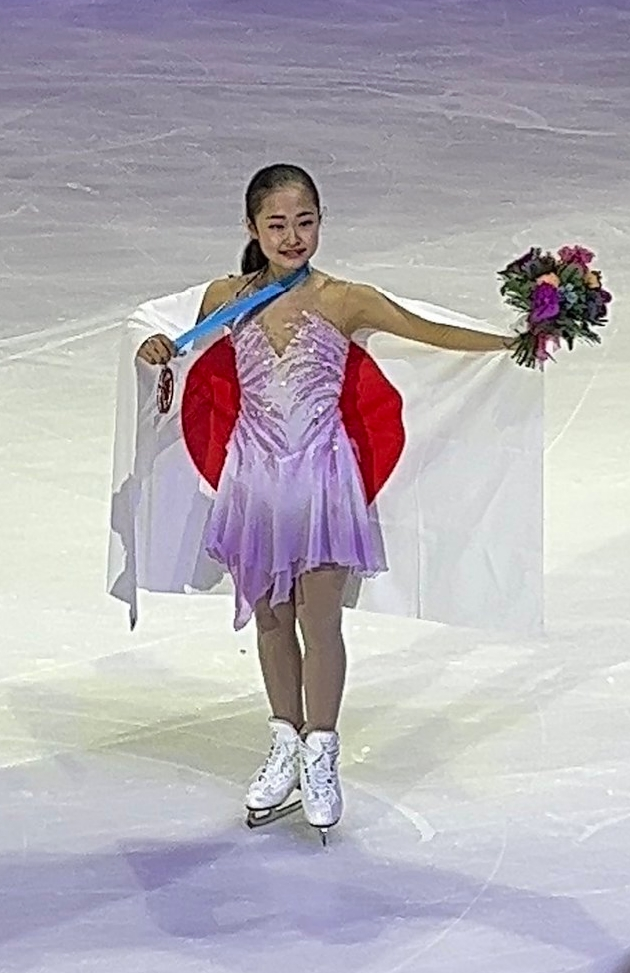
2022年ジュニアグランプリファイナルにて

2022–2023年シーズンから本格的にジュニアの国際大会に参戦した。ジュニアグランプリシリーズでは2戦とも3回転アクセルを成功させ2連勝。ジュニアグランプリファイナルでは、日本女子では2009年の村上佳菜子以来13年ぶり5人目となる優勝を果たした。2023年世界ジュニア選手権ではフリースケーティングで3回転アクセルと4回転トウループを着氷し、日本女子史上最年少となる14歳4か月での優勝を果たした。
2023–2024年シーズン、男女を通して日本勢初となるジュニアグランプリファイナル2連覇を達成した。特にフリースケーティングでは国際大会で自身初となる4回転トウループを成功させたと同時に、日本女子で初めて1つのプログラム内で3回転アクセルと4回転トウループを同時に成功させるという快挙を成し遂げた。2024年江原道ユースオリンピックでは日本勢初となる金メダルを獲得し、2024年世界ジュニア選手権では日本勢初となる2連覇を果たした。
2024–2025年シーズン、男女通して史上初となるジュニアグランプリファイナル3連覇および世界ジュニア選手権3連覇を達成した。特に世界ジュニア選手権ではフリースケーティングと総合得点で自己ベストを記録し、2位に40点差をつけ圧勝した。
国際大会に出場する傍ら、国内大会でも高い成績を収めている。全日本ジュニア選手権では2023年に荒川静香・安藤美姫に続く3連覇を達成し、2024年にはその記録を超え史上初となる4連覇を達成した。シニアの全日本選手権では、2022年と2023年に3位、2024年に2位の成績を収め、3シーズン連続で表彰台に上がっている。

## 人物
憧れの選手は浅田真央。島田は浅田について「誰もが好きな癒される笑顔と、トリプルアクセルをずっと挑戦し続ける姿、バレリーナが氷上で滑っているような表現、曲に合わせたステップシークエンスが好きです」と語っている。
フィギュアスケート以外にバレエ、ピアノ、体操などの習い事を経験している。
2021年3月に宇治市立大久保小学校を卒業。2024年3月に宇治市立広野中学校を卒業。中学卒業後は練習拠点を京都に置いた状態で中京大学附属中京高等学校通信課程に進学した。
2020年から木下アカデミー所属となり、2024年7月から木下グループに変更となった。また、マネジメントは株式会社KSMが担っている。

## スケーターとしての特徴
アクセルを含む全6種類の3回転ジャンプと4回転トウループを跳ぶことができる。トウループ以外の4回転ジャンプ習得にも意欲を見せており、「やるならサルコウかルッツ」と話している。3回転アクセルと4回転トウループを除くジャンプの精度が非常に高く、2022–2023年シーズンは挑戦した78回のうち74回のジャンプを完全な形で成功させている。また、残りの4回も軽微な回転不足で、転倒は一度もなかった。2014年ソチオリンピック日本代表の村上佳菜子は島田について「全ての構成要素の質の高さが最大の武器」と評価している。

## 競技成績

### ISUパーソナルベストスコア
- SP - ショートプログラム、FS - フリースケーティング
- TSS - 部門内合計得点（英: Total segment score）は太字
- TES - 技術要素点（英: Technical element score）、PCS - 演技構成点（英: Program component score）

| 部門 | 種類 | 得点   | 大会                               |
| ---- | ---- | ------ | ---------------------------------- |
| 総合 | TSS  | 230.84 | 2025年世界ジュニア選手権           |
| SP   | TSS  | 74.68  | 2025年世界ジュニア選手権           |
| SP   | TES  | 42.00  | 2024年ジュニアグランプリファイナル |
| SP   | PCS  | 33.02  | 2025年世界ジュニア選手権           |
| FS   | TSS  | 156.16 | 2025年世界ジュニア選手権           |
| FS   | TES  | 89.23  | 2025年世界ジュニア選手権           |
| FS   | PCS  | 67.98  | 2023年世界ジュニア選手権           |

### 主な戦績
- JGP - ISUジュニアグランプリシリーズ
- J - ジュニアクラス
- N - アドバンスドノービスクラス、A - ノービスAクラス、B - ノービスBクラス

| 大会名               | 2018–19 | 2019–20 | 2020–21 | 2021–22 | 2022–23 | 2023–24 | 2024–25 |
| -------------------- | ------- | ------- | ------- | ------- | ------- | ------- | ------- |
| ユースオリンピック   |         |         |         |         |         | 1位     |         |
| 世界ジュニア選手権   |         |         |         |         | 1位     | 1位     | 1位     |
| JGP ファイナル       |         |         |         |         | 1位     | 1位     | 1位     |
| JGP ソリダリティ杯   |         |         |         |         |         |         | 1位     |
| JGP リガ杯           |         |         |         |         |         |         | 1位     |
| JGP アルメニア杯     |         |         |         |         |         | 1位     |         |
| JGP 大阪             |         |         |         |         |         | 1位     |         |
| JGP チェコスケート   |         |         |         |         | 1位     |         |         |
| JGP ソリダリティ杯   |         |         |         |         | 1位     |         |         |
| トリグラフ杯         |         |         |         |         | 1位 J   |         |         |
| エーニャスプリング杯 |         |         |         | 1位 N   |         |         |         |
| 全日本選手権         |         |         |         |         | 3位     | 3位     | 2位     |
| 全日本ジュニア選手権 |         |         | 3位     | 1位     | 1位     | 1位     | 1位     |
| 全日本ノービス選手権 | 5位 B   | 1位 B   | 1位 A   | 1位 A   |         |         |         |

### 詳細
- マークが付いている大会は国際スケート連盟公認の国際大会
- パーソナルベストは太字で表示

| 2024-2025 シーズン     |                                                            |         |          |          |
| 開催日                 | 大会名                                                     | SP      | FS       | 結果     |
| 2025年2月24日 - 3月2日 | 2025年世界ジュニアフィギュアスケート選手権（デブレツェン） | 1 74.68 | 1 156.16 | 1 230.84 |
| 2024年12月19日 - 22日  | 第93回全日本フィギュアスケート選手権（門真）               | 2 75.58 | 2 143.42 | 2 219.00 |
| 2024年12月5日 - 8日    | ISUジュニアグランプリファイナル（グルノーブル）            | 1 73.72 | 1 125.74 | 1 199.46 |
| 2024年11月15日 - 17日  | 第93回全日本フィギュアスケートジュニア選手権（広島）       | 1 72.69 | 1 128.63 | 1 201.32 |
| 2024年9月25日 - 28日   | ISUジュニアグランプリ ソリダリティ杯（グダニスク）         | 1 73.11 | 1 151.57 | 1 224.68 |
| 2024年8月28日 - 31日   | ISUジュニアグランプリ リガ杯（リガ）                       | 1 71.67 | 1 133.19 | 1 204.86 |

| 2023-2024 シーズン     |                                                      |         |          |          |
| 開催日                 | 大会名                                               | SP      | FS       | 結果     |
| 2024年2月26日 - 3月3日 | 2024年世界ジュニアフィギュアスケート選手権（台北）   | 2 72.60 | 1 145.76 | 1 218.36 |
| 2024年1月19日 - 2月2日 | 2024年 ユースオリンピック（江原）                    | 1 71.05 | 1 125.94 | 1 196.99 |
| 2023年12月20日 - 24日  | 第92回全日本フィギュアスケート選手権（長野）         | 7 65.23 | 3 136.95 | 3 202.18 |
| 2023年12月7日 - 10日   | ISUジュニアグランプリファイナル（北京）              | 2 68.27 | 1 138.06 | 1 206.33 |
| 2023年11月17日 - 19日  | 第92回全日本フィギュアスケートジュニア選手権（大津） | 4 63.34 | 1 137.99 | 1 201.33 |
| 2023年10月4日 - 7日    | ISUジュニアグランプリ アルメニア杯（エレバン）       | 1 73.14 | 1 136.67 | 1 209.81 |
| 2023年9月13日 - 16日   | ISUジュニアグランプリ 大阪（大阪）                   | 1 73.78 | 1 140.08 | 1 213.86 |

| 2022-2023 シーズン      |                                                            |         |          |          |
| 開催日                  | 大会名                                                     | SP      | FS       | 結果     |
| 2023年4月14日 - 16日    | 2023年トリグラフトロフィー（イェセニツェ）                 | 1 72.90 | 1 139.42 | 1 212.32 |
| 2023年2月27日 - 3月5日  | 2023年世界ジュニアフィギュアスケート選手権（カルガリー）   | 1 71.78 | 1 152.76 | 1 224.54 |
| 2022年12月21日 - 25日   | 第91回全日本フィギュアスケート選手権（門真）               | 4 70.28 | 5 132.51 | 3 202.79 |
| 2022年12月8日 - 11日    | 2022年ISUジュニアグランプリファイナル（トリノ）            | 1 69.66 | 1 135.88 | 1 205.54 |
| 2022年11月25日 - 27日   | 第91回全日本フィギュアスケートジュニア選手権（ひたちなか） | 1 66.52 | 1 132.67 | 1 199.19 |
| 2022年9月28日 - 10月1日 | ISUジュニアグランプリ ソリダリティ杯（グダニスク）         | 2 68.81 | 1 148.87 | 1 217.68 |
| 2022年8月31日 - 9月3日  | ISUジュニアグランプリ チェコスケート（オストラヴァ）       | 1 71.49 | 1 141.16 | 1 212.65 |

| 2021-2022 シーズン    |                                                                          |         |          |          |
| 開催日                | 大会名                                                                   | SP      | FS       | 結果     |
| 2022年4月7日 - 10日   | 2022年エーニャスプリングトロフィーアドバンスドノービスクラス（エーニャ） | 1 52.93 | 1 107.75 | 1 160.68 |
| 2021年12月22日 - 26日 | 第90回全日本フィギュアスケートジュニア選手権（名古屋）                   | 4 61.76 | 1 126.75 | 1 188.51 |
| 2021年10月22日 - 24日 | 第25回全日本フィギュアスケートノービス選手権Aクラス（大津）              |         | 1 120.03 | 1 120.03 |

| 2020-2021 シーズン    |                                                             |         |          |          |
| 開催日                | 大会名                                                      | SP      | FS       | 結果     |
| 2020年11月21日 - 23日 | 第89回全日本フィギュアスケートジュニア選手権（八戸）        | 6 57.89 | 3 115.55 | 3 173.44 |
| 2020年10月24日 - 25日 | 第24回全日本フィギュアスケートノービス選手権Aクラス（前橋） |         | 1 108.42 | 1 108.42 |

| 2019-2020 シーズン    |                                                               |    |         |         |
| 開催日                | 大会名                                                        | SP | FS      | 結果    |
| 2019年10月18日 - 20日 | 第23回全日本フィギュアスケートノービス選手権Bクラス（西東京） |    | 1 88.50 | 1 88.50 |

| 2018-2019 シーズン    |                                                             |    |         |         |
| 開催日                | 大会名                                                      | SP | FS      | 結果    |
| 2018年10月19日 - 21日 | 第22回全日本フィギュアスケートノービス選手権Bクラス（高石） |    | 5 68.71 | 5 68.71 |

## プログラム使用曲
| シーズン | ショートプログラム | フリースケーティング | エキシビション |
| -------- | --- | --- | --- |
| 2024–25  | Defying Gravity Kristin Chenoweth, Idina Menzel, Stephen Schwartz 振付：ケイトリン・ウィーバー                                               | 窓から見える 曲：Christopher Tin, Lia, Aoi Tada, Kaori Omura 振付：ローリー・ニコル | |
| 2023–24  | Americano 歌唱：レディー・ガガ 作曲：レディー・ガガ、フェルナンド・ガリベイ、ポール・ブレア、チェチェ・アラーラ 振付：ケイトリン・ウィーバー | Benedictus 作曲：カール・ジェンキンス 振付：ローリー・ニコル | Champion (Teddy Rose Remix) 曲：Bishop Briggs 振付：村元哉中                                                          |
| 2022–23  | 映画『ライオン・キング』より 作曲：ハンス・ジマー 振付：キャシー・リード                                                                     | パスピエ 演奏：ジャン＝ミッシェル・ブレ バレエ組曲『ワイルド･スワンズ』より エリザ・アリア 演奏：ダニエル・ホープ、ジャック・アモン、エレナ・カッツ・チェルニン 振付：ローリー・ニコル | アイ・ウォント・キャンディ 演奏：バウ・ワウ・ワウ 映画『ライオン・キング』より He Lives In You 振付：キャシー・リード |
| 2021–22  | 映画『ライオン・キング』より 作曲：ハンス・ジマー 振付：キャシー・リード                                                                     | ドラマ『クイーンズ・ギャンビット』より Training With Mr. Schaibel Moscow Invitational 作曲：カルロス・ラファエル・リベラ 振付：キャシー・リード                                        | アイ・ウォント・キャンディ 演奏：バウ・ワウ・ワウ                                                                     |
| 2020–21  | 映画『シンデレラ』より 作曲：パトリック・ドイル 振付：キャシー・リード                                                                       | 組曲『惑星』より 木星 作曲：グスターヴ・ホルスト 振付：キャシー・リード | |

## スポンサーシップ・サポート契約
- 島田 麻央 | (公財)NEXUSスポーツ振興財団 ｜ 群馬県（第2期 2021年度）
- ノエビア（2023年 - ）[28]